# Смерть на похороні (фільм, 2007)
«Сме́рть на по́хороні» (англ. Death at a Funeral) — британський фільм 2007 у жанрі чорної комедії, знятий режисером Френком Озом. У стрічці за сценарієм Діна Крейґа взяли участь Меттью Макфедьєн, Руперт Ґрейвс, Кріс Маршалл, Пітер Дінклейдж.

## Короткий опис
Манірна англійська родина возз'єднується, щоб безутішно оплакати свого покійного родича. Щиро шкодуючи за власником кришталевої, на їхню думку, душі, члени шляхетного сімейства досить бентежаться, довідавшись про прижиттєві витівки померлого голови сімейства. Шантажист, який розповів всю неприємну правду, аж ніяк не має наміру тримати язик за зубами. Він згодний посприяти збереженню репутації аристократів хіба що за невелику, за його словами, суму з великою кількістю нулів.

## Сюжет
У Англії помирає батько двох дорослих братів — Деніела (Меттью Макфедьєн), який з дружиною проживає разом з батьками та Роберта (Руперт Грейвс) —успішного прозаїка, що мешкає в Сполучених Штатах. Коли гості починають прибувати, Деніел намагається скласти прощальну промову, хоча всі сподіваються, що її виголосить Роберт.
Двоюрідна сестра Даніела Марта (Дейзі Донован) та її наречений Саймон (Алан Тудик) відчайдушно хочуть справити хороше враження на батька Марти Віктора (Пітер Іган). Їхні надії на це руйнуються, коли Марта, сподіваючись заспокоїти Саймона, помилково замість заспокіливого препарату валіуму, дає йому галюциногенний засіб, виготовлений її братом Троєм (Кріс Маршалл), студентом-фармацевтом.
На церемонію прощання з Америки також приїздить невідомий дивний карлик Пітер (Пітер Дінклейдж). Він намагається поспілкуватись з Деніелом, який, щоправда занадто зайнятий, щоб говорити з Пітером, і пропонує перенести розмову на пізніше.
Після початку служби, під впливом галюциногенів із Саймоном починають коїтися дивні речі. Побачивши, як рухається труна, він перекидає її, внаслідок чого тіло мерця падає на підлогу. Зчинився хаос, Саймон в панці замикається у ванній. Марта переконує його відчинити двері, одночасно намагаючись позбутися надокучливих залицянь Джастіна (Івен Бремнер), чоловіка, з яким вона одного разу переспала, але нині жалкує про це. Тим часом Саймон, знявши з себе весь одяг, вилазить через вікно у ванній кімнаті на дах будинку та погрожує родичам і гостям стрибнути вниз.
Поки більшість гостей спостерігають за виставою Саймона на даху, Пітер все ж зустрічається з Деніелом та Робертом. Він розповідає, що був коханцем їхнього батька. Невдоволений тим, що не отримав нічого у спадок за заповітом, Пітер шантажує братів, показуючи їм компрометуючі фотографії та вимагає 15 000 фунтів стерлінгів за те, щоб ці фото лишились у таємниці. Брати в паніці, зв'язують Пітера та змушують його прийняти, як вони думають, валіум, щоб той заспокоївся. В процесі боротьби Пітер намагається звільнитися, але падає та отримує сильний удар об журнальний столик. Трой та друг сім'ї Говард (Енді Найман) вважають, що Пітер помер. Деніел та Роберт тим часом вирішують якомога швидше позбутися тіла та доки гості надворі, ховають труп Пітера в труну до померлого батька. Тим часом Марта повідомляє Саймону, що вагітна і той спускається з даху.
Як тільки всі повертаються, прощальна церемонія відновлюється. Деніел намагається зачитати кострубату промову, але її перериває Пітер, який виявившись живим, вистрибує із труни. З його кишені на загал публіки випадають фотографії, які бачать гості та дружина померлого Сандра (Джейн Ешер). Деніел намагається всіх заспокоїти та зявляє, що його батько був доброю людиною, хоча як і всі, мав свої таємниці. Після цього він продовжує виголошувати імпровізовану промову.
Увечері, після того, як згорьовані родичі та гості (включаючи Пітера) пішли, Роберт говорить Деніелу, що планує забрати їх матір до Нью-Йорка, щоб Деніел та Джейн могли нарешті придбати власну квартиру. Їх розмова переривається, коли Джейн говорить їм, що дядько Алфі (Пітер Воган) погано себе почуває, тому вона дала йому трохи валіуму. Фільм закінчується епізодом, в якому дядько Алфі, подібно Саймону під час церемонії, бігає голий на даху.

## У ролях
- Меттью Макфедьєн — Деніел, головний герой
- Руперт Ґрейвс — Роберт, його брат
- Енді Наймен — Говард
- Кріс Маршалл — Трой, брат Марти
- Пітер Дінклейдж — Пітер, головний антагоніст. (Він також виконує ту саму роль (щоправда ім'я героя змінено на Френк) в американській версії фільму 2010 року).
- Кілі Гоус — Джейн
- Дейзі Донован — Марта, наречена Саймона
- Алан Тудик — Саймон, наречений Марти
- Юен Бремнер — Джастін, кращий друга Говарда.
- Пітер Вон — дядько Альфі, інвалід, засмучений дядько Деніела, Роберта, Марти та Троя
- Томас Вітлі — священник.
- Джейн Ешер — Сандра, дружина померлого голови сімейства та мати Деніела та Роберта.
- Пітер Іген — Віктор, покійник.

## Нагороди
Режисер Френк Оз отримав приз глядацьких симпатій на Фестивалі комедійного мистецтва США та на Міжнародному кінофестивалі у Локарно.
У 2008 році акторка Джейн Ешер отримала номінацію на нагороду в категорії найкраща жіноча роль другого плану асоціації в комедійному фільмів асоціації AARP Movies for Grownups Awards.

## Ремейки
У 2009 в Індії вийшов перший ремейк фільму під назвою «Daddy Cool» з Суніл Шетті, Ашиш Чадарі та Ражпалом Ядавом у головних ролях.
16 квітня 2010 вийшов однойменний американський фільм з Крісом Роком, Трейсі Морган, Мартіном Ловренсом та іншими. Як і в оригіналі, в американському ремейку роль карлика зіграв Пітер Дінклейдж.

## Критика
Фільм отримав переважно позитивні відгуки критиків, його рейтинг на сайті Rotten Tomatoes становить 62 %, на Metacritic — 67 %.